# アン・ローレンス
アン・ローレンス（Ann Lawrence、1942年 - 1986年）はイギリス生まれのファンタジー小説家、児童文学作家。
代表作に『五月の鷹』（The Hawk of May）（ガーディアン賞次席 選出）、『アンブラと４人の王子』などがある。
44歳死去。
著書は死後も高く評価され、アメリカ、スウェーデン、日本でも刊行されている。

## 著書
- 1972年 Tom Ass, or The Second Gift
『ロバになったトム』斎藤倫子訳、徳間書店、1999年、ISBN 4-19-861104-1
- 1973年 The Half-Brothers
『アンブラと4人の王子』金原瑞人訳、佐竹美保絵、偕成社、2002年、ISBN 4-03-540430-6
- 1973年 The Travels of Oggy
『オギーのぼうけん旅行』清水真砂子訳、あかね書房〈あかね世界の児童文学〉、1979年
- 1974年 The Conjuror's Box
- 1976年 Mr Robertson's Hundred Pounds
- 1977年 Oggy at Home
『オギーのゆかいな友だち』清水真砂子訳、あかね書房〈あかね世界の児童文学〉、1980年
- 1977年 Between the Forest and the Hills
- 1978年 The Good Little Devil
- 1979年 Mr Fox
- 1979年 Oggy and the Holiday
- 1980年 The Hawk of May
『五月の鷹』斎藤倫子訳、福武書店、1992年、ISBN 4-8288-4986-6／サウザンブックス、2021年、ISBN 978-4-909125-31-6
- 1983年 Beyond the Firelight and Other Stories of Hobgoblins
- 1985年 There and Back Again
- 1986年 Merlin the Wizard
- 1987年 Summer's End: Stories of Ghostly Lovers
『幽霊の恋人たち―サマーズ・エンド』金原瑞人訳、佐竹美保絵、偕成社、1995年、ISBN 4-03-540410-1
- 1988年 Tales from Perrault